# 楊守約
楊守約（1510年—？），字允中，號皋村，彭城衛籍湖廣長沙縣人，明朝政治人物。

## 生平
嘉靖十三年（1534年）甲午科順天府鄉試第九十一名舉人，嘉靖十四年（1535年）聯捷第三甲第十四名進士。授行人司行人，二十五年官河南府知府，历官四川、山西按察司副使、贵州布政使司左参政、兵备建昌，官至貴州左布政使。

## 家族
曾祖父楊福勝，贈通議大夫右副都御史；祖父楊春，贈中憲大夫右僉都御史加贈通議大夫右副都御史；父楊志學，曾任通議大夫刑部右侍郎。前母王氏（贈淑人）；
母陳氏（贈淑人）。严侍下。兄杨守愚、杨守谦（兵部员外郎）。弟杨守默、杨守鲁（贡士）、杨守讓、杨守朴、杨守初、杨守介。